# Rafał Błaszczyk
Rafał Błaszczyk (ur. 11 marca 1964) – polski trener siatkarski, selekcjoner żeńskiej kadry B, były zawodnik Gwardii Wrocław. Obecnie prezes Fundacji Volley Wrocław.".

## Kariera
Karierę siatkarza rozpoczął w 1977 roku, kiedy jako trzynastoletni chłopiec zapisał się do wrocławskiej Gwardii. W późniejszym czasie Błaszczyk ukończył studia na Akademii Wychowania Fizycznego, na kierunku trenerskim. Po studiach rozpoczął pracę jako trener sekcji młodzieżowej Gwardii. W roku 2000 został drugim trenerem pierwszego zespołu żeńskiej Gwardii, od 2004 jest pierwszym szkoleniowcem wrocławskiej drużyny. W 2005 roku objął stanowisko selekcjonera drugiej reprezentacji Polski.